# Unterweitersdorf
Unterweitersdorf település Ausztriában, Felső-Ausztria tartományban, a Freistadti járásban, területe 11,4 km².

## Fekvése
Tengerszint feletti magassága 333 méter. Unterweitersdorf Alberndorf in der Riedmark, Hagenberg im Mühlkreis, Neumarkt im Mühlkreis, Gallneukirchen, Engerwitzdorf és Wartberg ob der Aist településekkel határos.

## Népesség
Lakosainak száma 2082 fő (2018. január 1.).